# Information Processing & Management
Information Processing & Management is een internationaal, aan collegiale toetsing onderworpen wetenschappelijk tijdschrift op het gebied van de informatiesystemen. De naam wordt in literatuurverwijzingen meestal afgekort tot Inform. Process. Manag.